# Ngardmau
Ngardmau è uno dei 16 stati in cui si divide Palau.

## Geografia fisica
Lo Stato di Ngardmau è costituito dalla parte occidentale dell'isola di Babeldaob, la principale delle isole delle Palau, per un'estensione totale di 65 km² ed una popolazione (2000) di 221 abitanti. Si trova tra gli Stati di Ngaraard e Ngaremlengui. La popolazione vive in tre località: Ngetbong, Ngerutoi e Urdmau, i cui confini non sono ben definiti ed essi costituiscono un unico centro abitato.
Il punto più alto di tutte le Palau si raggiunge in questo Stato, sul monte Ngerchelchuus (242 m). Alle pendici meridionali del monte si sviluppa la più grande ed antica foresta delle isole, con alberi giganti che danno rifugio ad innumerevoli specie di uccelli.
A Ngardmau ci sono cinque negozi al dettaglio, una lavanderia, due stazioni di benzina, un'impresa di costruzioni e un'officina per auto. Qui si trovano due soluzioni turistiche: un appartamento in affitto e due bungalows nel bosco in uno scenario naturale mozzafiato, vicino alle cascate Toki, principale attrazione turistica dello Stato.